# Диагональная улица (Санкт-Петербург)
Диагона́льная улица — улица в Выборгском районе Санкт-Петербурга. Проходит от Лесного проспекта до Батенинской площади в историческом районе Выборгская сторона.

## История
Название Диагональная улица известно с 1939 года. «Связано с характером расположения проезда (под углом) относительно других улиц», — поясняется в Большой топонимической энциклопедии.
Первоначально планировалось, что улица будет состоять из двух проезжих частей и бульвара между ними. В реальности была построена только северная проезжая часть и 40-метровый задел южной проезжей части, примыкающий к Лесному проспекту. Строить недостающий участок не планируется, на его месте устроена зеленая зона общего пользования.

## Достопримечательности
- 7830232000 Жилой комплекс Товарищества борьбы с жилищной нуждой («Выборгский рабочий городок»), состоящий из двух корпусов (современные дома № 8 и 10 по Диагональной улице) — памятник градостроительства и архитектуры регионального значения. Строительство велось в 1914—1916 годы по проекту Мариана Лялевича[5]. Дома были надстроены в 1926 году.

Выборгский рабочий городок
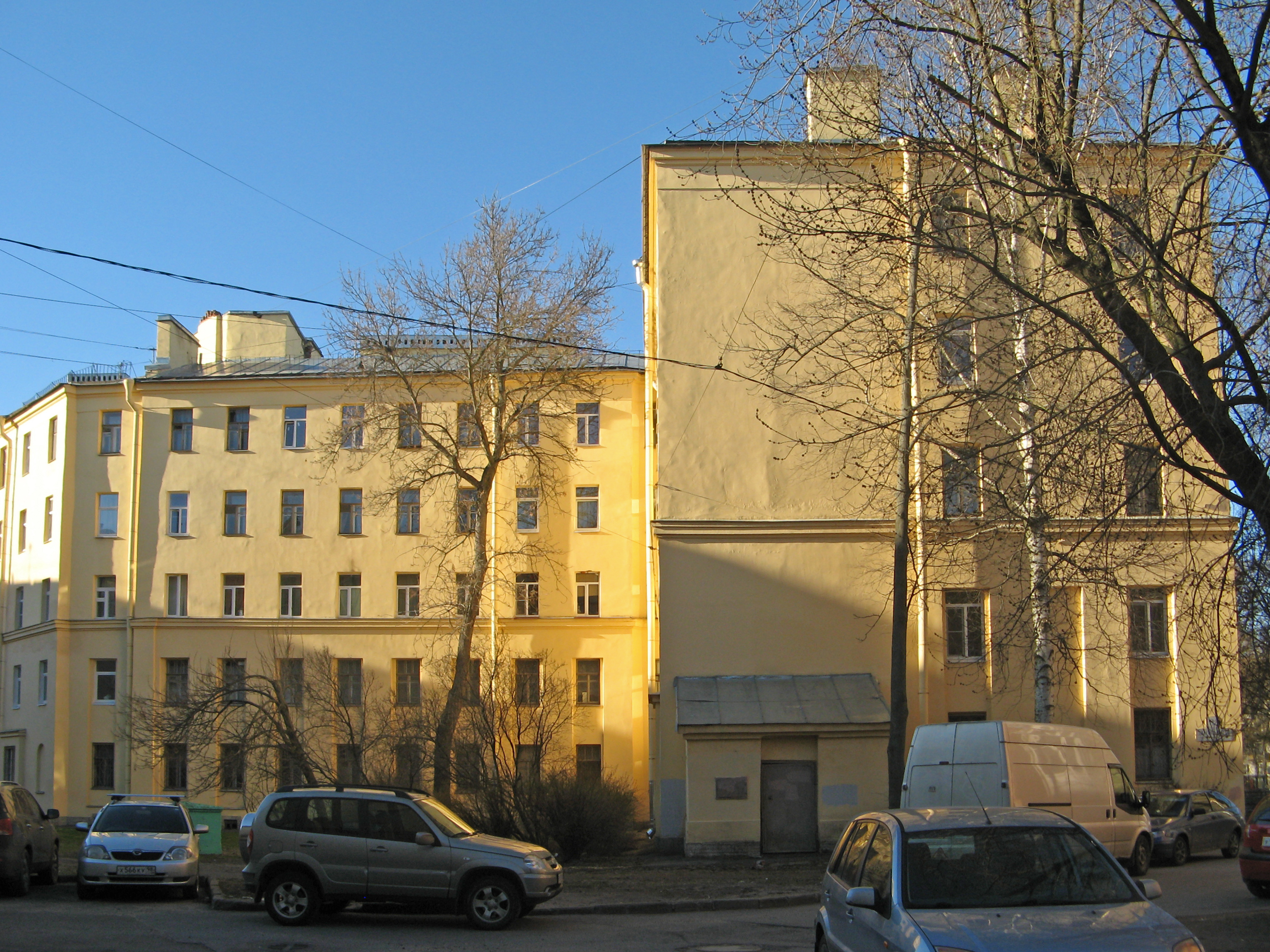
Дом 8
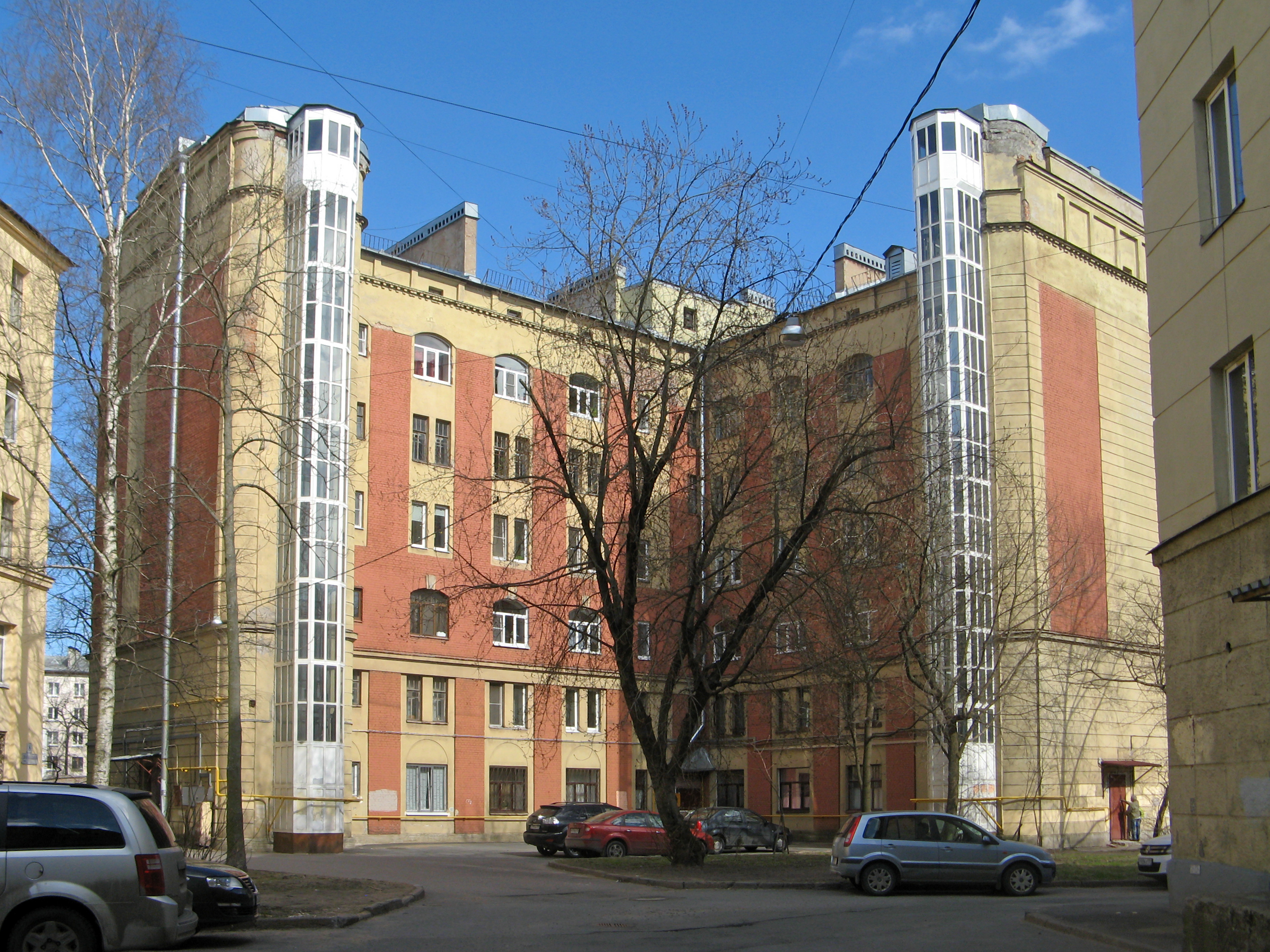
Дом 10

- 7830240000 Батенинский жилмассив (Лесной пр., д. 37, лит. Л, К, корпус 1, лит. А, Б, корпуса 2, 3, 4, 5, 6, д. 39, корпуса 1, 2, 3, Диагональная ул., д. 4, корпуса 1, 2) — жилой комплекс в стиле конструктивизма, построенный в 1929—1933 годах по проекту архитекторов Г. А. Симонова, Т. Д. Каценеленбоген, Б. Р. Рубаненко, А. Р. Соломонова, П. С. Степанова, В. А. Жуковской. Жилмассив включал в себя жилые корпуса, универмаг «Выборгский», баню, прачечную, детский сад и ясли. В августе 2019 года получил был признан объектом культурного наследия регионального значения[6]. Комплекс напоминает своего современника, Кондратьевский жилмассив, известный также, как «Сороковые корпуса».

Батенинский жилмассив
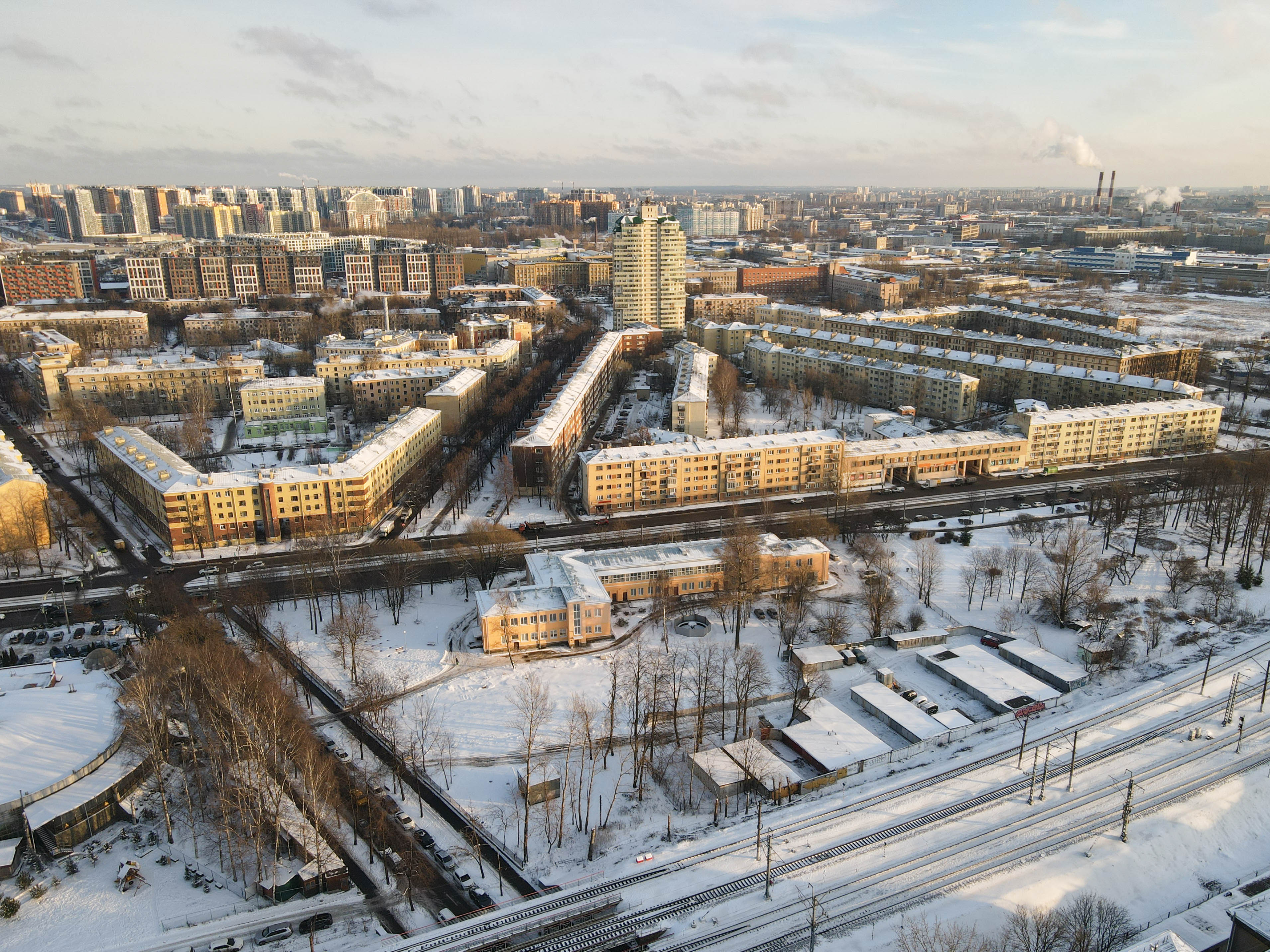
Батенинский жилмассив сверху зимой

- Бульвар, примыкающий к домам нечетной стороны улицы.

## Пересечения
С запада на восток (по увеличению нумерации домов) Диагональную улицу пересекают следующие улицы:
- Лесной проспект — Диагональная улица примыкает к нему;
- Новолитовская улица — Диагональная улица примыкает к ней вместе с улицей Харченко на Батенинской площади.

## Транспорт
Ближайшая к Диагональной улице станция метро — «Лесная» 1-й (Кировско-Выборгской) линии (около 400 м по прямой от начала улицы).
Движение наземного общественного транспорта по улице отсутствует.
Ближайшая к Диагональной улице железнодорожная станция — Кушелевка (около 1,1 км по прямой от конца улицы).